# Leïla Piccard
Leïla Piccard (Albertville, 11 gennaio 1971) è un'ex sciatrice alpina francese.

## Biografia
Leïla Piccard, specialista delle gare tecniche originaria di Les Saisies, proviene da una famiglia di grandi tradizioni nello sci alpino: è sorella di Franck, Ian, Jeff, John e Ted e zia di Roy, tutti sciatori alpini di alto livello.

### Stagioni 1992-1997
La Piccard ottenne il primo piazzamento in Coppa del Mondo il 21 marzo 1992 nello slalom gigante di Crans-Montana, piazzandosi 27ª; l'anno successivo partecipò ai suoi primi Mondiali, quelli di Morioka, piazzandosi 37ª nel supergigante. Il 16 gennaio 1994 conquistò il primo podio in Coppa del Mondo, giungendo 3ª nello slalom gigante di Cortina d'Ampezzo; poco più tardi partecipò ai XVII Giochi olimpici invernali di Lillehammer 1994, sua prima presenza olimpica, senza concludere né lo slalom gigante né lo slalom speciale.
Negli anni seguenti partecipò ad altre due edizioni dei Mondiali: a Sierra Nevada 1996 ottenne il 13º posto nello slalom gigante e non completò lo slalom speciale, mentre a Sestriere 1997 colse uno dei migliori risultati della carriera, la medaglia di bronzo nello slalom gigante, e si classificò 14ª nello slalom speciale.

### Stagioni 1998-2000
Il 24 ottobre 1997 colse la sua unica vittoria in Coppa del Mondo, ottenuta nello slalom parallelo di Tignes, e il 19 dicembre successivo ottenne l'ultimo podio nel massimo circuito internazionale, a Val-d'Isère in slalom gigante (3ª); nella stessa stagione partecipò ai XVIII Giochi olimpici invernali di Nagano 1998, sua ultima presenza olimpica, nuovamente senza concludere né lo slalom gigante né lo slalom speciale.
Nel 1999 prese parte ai suoi ultimi Mondiali, quelli di Vail/Beaver Creek, in cui si classificò 9ª nello slalom gigante e non completò lo slalom speciale. Il 19 marzo 2000 disputò la sua ultima gara in Coppa del Mondo, lo slalom speciale di Bormio (24ª), e si ritirò al termine di quella stessa stagione 1999-2000: la sua ultima gara fu lo slalom speciale dei Campionati francesi 2000, disputato il 26 marzo a Valloire e nel quale la Piccard vinse la medaglia d'argento.

## Palmarès

### Mondiali
- 1 medaglia:
  - 1 bronzo (slalom gigante a Sestriere 1997)

### Coppa del Mondo
- Miglior piazzamento in classifica generale: 13ª nel 1998
- 4 podi:
  - 1 vittoria
  - 3 terzi posti

#### Coppa del Mondo - vittorie
| Data            | Località | Paese   | Specialità |
| --------------- | -------- | ------- | ---------- |
| 24 ottobre 1997 | Tignes   | Francia | PR         |

Legenda:

PR = slalom parallelo

### Campionati francesi
- 8 medaglie (dati parziali fino alla stagione 1994-1995)[4]:
  - 4 ori (slalom gigante[senza fonte] nel 1993; slalom gigante[senza fonte] nel 1994; slalom gigante nel 1998; slalom gigante nel 1999)
  - 3 argenti (slalom speciale, slalom gigante nel 1995; slalom speciale nel 2000)
  - 1 bronzo (slalom speciale nel 1998)